# Smoke Rise
Smoke Rise è un census-designated place (CDP) degli Stati Uniti d'America situato nella contea di Blount dello stato dell'Alabama.